# Турхан Расиев
Турхан Расиев Моллов е български сатирик.

## Биография
Роден е на 28 януари 1942 г. в село Генерал Киселово, Варненска област. През 1969 г. завършива специалността „Икономика на строителството“ във ВИНС „Д. Благоев“ (днес Икономически университет) – Варна. Но не работи по специалността си (по думите му: "защото не исках да преча на тогавашното социалистическо строителство, нито пък строителството да се оправдае за калпавото си качество с мен”). Т. Расиев работи като журналист във вестниците „Варненски бряг“ – Златни пясъци и „Девненски възход / Седем дни“ – гр. Девня. Започва да пише като ученик в Първа гимназия – гр. Добрич (първо на турски език) и в гимназията в гр. Вълчи дол – на български език. Първата му хумористична книга „Човещина“ на турски език излиза през 1968 г., а първата му книга на български език „Не плачи последен“ се появява през 1978 г. Вече над 50 години се занимава с хумор и сатира. Печатал е във всички вестници и списания на България, които имат хумористични страници. Автор е на над 30 книги. Получавал е награди от конкурсите за хумор и сатира в Сопот, Брацигово, Свищов, Асеновград, Кубрат... През 1989 г. му връчват награда „Габрово“ за активно присъствие в периодичния печат, а през 1990 г. – специалната награда „Настрадин Ходжа“ за цялостно творчество на турски език от конкурса „Настрадин Ходжа и нашето време“, проведен в София под егидата на ЮНЕСКО. През 2012 г. става носител на литературната награда „Варна“ за цялостно творчество на български език. Негови хумористични творби са публикувани в Русия, Турция, Румъния, Молдова, Литва, Македония, Сърбия… Участва в антологиите за афоризми, които излизат през 2018 г. в Сърбия и Македония. Съставител е на антологията „Българският афоризъм“ (2009 г.), „Антология на варненския афоризъм“ (2012), „Антология на варненските епиграмисти“ (2013), „Антология на българската епитафия“ (2013), „Крилати мисли. Антология на български афористи от 19-и век“ (2014) и редица други, а като редактор във вестник „КИЛ. Култура, Изкуство, Литература“ – орган на Сдружението на писателите – Варна, поддържа рубриките „Да си спомним с усмивка“ и „Усмивки около нас“, посветени на варненски хумористи и сатирици от миналото и съвремието и други. Подбира и преразказва турски народни приказки.

До кончината си през 2025 г. Турхан Расиев членува в Сдружение на писателите – Варна

## Книги
в процес на допълване
- "Не плачи последен" (1978)
- "На четири очи" (1986)
- "Нямам думи" (1991)
- "Море до гуша" (1996)
- "Врели-некипели" (2001)
- "Дезинфекция" (2006)
- "Сатирична зона" (2007)
- "Политическа джунгла" (2007)
- "Български фамилни имена от турски, арабски и персийски произход" (2008)
- "С перо от Пегас" (2008)
- "Многоетажни гробища" (2009)
- "За мъжа и жената в кръга на шегата": две книги (2010),
- "Политтиквеници" (2010)
- "Апострофиада" (2011)
- „Турханови закони“ (2011)
- „Усмихнати мъдрости“ ( 2011)
- "По кратката процедура" (2012)
- "Без задни мисли" (2014)
- "Морски смях" (2014)
- "Български хумористично-сатиричен речник" (2014)
- "Политически епиграми" (2014)
- "Сурва весела година" (2015)
- „Джаста–праста: политически афоризми“ (2016)
- „Много здраве от оня свят: черно-бял хумор“ (2016)
- „Стъкмистика за статистиката“ (2016)
- „От първо лице без маска и грим“ (2017)
- „Бетон арме": в три книги ( 2019)
- „Гатанки за малки и големи“ (2023)
- „Фосили: весел фразеологичен речник“ (2023)

Други
- "Турски народни приказки: преразказал Турхан Расиев", 2011 г.
- "Весели приказки за Настрадин Ходжа и децата: подбрал и преразказал Турхан Расиев", 2011 г.
- "Кратки турски народни приказки: подбрал и преразказал Турхан Расиев", 2012 г.

## Съставител
Турхан Расиев е съставител на следните изднания:
"Антология: Мисли и афоризми от български автори" (2008 г.), „Антология на българския афоризъм” (2009), "Турски народни мъдрости" (2011 г.), „Антология на варненския афоризъм” (2012), „Антология на българската епитафия” (2013), „Антология на варненските епиграмисти” (2013), „Крилати мисли. Антология на български афористи от 19-и век” (2014). Български хумористично-сатиричен речник“ (2016 г.), "Пословици на балканските народи" (2016 г.), "Арменски, гръцки, еврейски, полски, ромски, руски, турски и украински народни мъдрости" (2017 г.), "Мъдрости от балканите" (2017 г.) и др.